# 千葉県立東総工業高等学校
千葉県立東総工業高等学校（ちばけんりつ とうそうこうぎょうこうとうがっこう）は、千葉県旭市鎌数川西に所在する公立の工業高等学校。

## 概要
1963年4月1日に開校、東総工業地域の中にある。卒業生は10,827名を数え、コンピューター教育の盛んな学校として有名である。
電子機械科、電気科、情報技術科、建設科の4つの科からなる。4科にすべてコンピューターを配置、校内のコンピューターは合計200台以上、資格取得に重点を置き、資格取得率は常に県下でトップの実績を誇っている。十数年前より、指定校や一般推薦による大学・専門学校の進学者が増え、地理・歴史、数学、理科、英語の選択授業等により基礎学力の向上を図っている。近年は国公立大学合格者も輩出するなど学業面で活躍する生徒も増えた。
東総地区においては比較的部活動が盛んな学校であり、野球、バスケ、バドミントン、テニス、陸上部などがコンスタントに県大会に出場している。最近ではバレー部は関東大会に出場するなど活躍が目立つ。野球部は県大会で上位に進出するなどの実力校である。
文化系では工業高校の特色を生かした活動として機械情報部があり、「第17回高校生ロボット相撲全国大会」でベスト8に勝ち進み、優秀な技術を評価され「経済産業大臣賞」を受賞した。第19回には自立型で準優勝、ラジコン型で4位入賞を果たすなどの活躍を見せている。

## 設置学科
全日制課程
- 電子機械科
機械技術を基本として電気・電子制御された機械の設計・製作・運転に関する理論と技術を学ぶ。卒業後は主として会社・工場等のコンピュータ関係や工作機械のオペレータ等の仕事に従事する。
- 電気科
ものづくりと電気の基本の理解を目標に、電気基礎、電気機器、電力技術、電力応用、情報技術基礎等の理論と技術を学ぶ。卒業後は地元の会社・工場の電子・電気関係の仕事に従事する。2010年度より、情報技術の実習を充実させ、プログラミング実習（Java、PHP、VisualBasic）、ITデザイン実習（Flash（ActionScriptも含む）、Dreamweaver、Photoshop、Illustrator）、アプリケーション実習（Word、Excel、VBA）、システム実習（UNIXコマンド、SQLサーバー）などを行う。これまでの「ものづくり学習」一辺倒から、幅広い視野で総合的な工業技術力を学習出来るカリキュラムとなった。また、インターンシップ（就業体験）に積極的に生徒を参加させる学科であり、学科独自の就業体験プログラムを持つ。
- 情報技術科
コンピュータ技術（ハードウェアを中心として）と電気回路の基礎を学習し、コンピュータ及び周辺機器に関する技術を学習する。ソフトウェアは、LinuxとC言語等を学習する。コンピュータを道具として扱える技術を身につける。卒業後は企業のコンピュータを管理する仕事に従事する。
- 建設科
土木コース・建築コースを設け生徒の希望に応じ、土木と建築の技術を習得する。　土木コースは土木設計・土木製図・測量・土木施工・土木計画・土質力学等を、建設コースは建築構造設計・建築構造・建設施工・建築計画・測量等を学習する。　卒業後は官公庁・建設会社・コンサルタント等の土木・建築関係の仕事に従事する。

## 歴史
- 1963年 - 機械科・電気科各3学級で開校。
- 1971年 - 土木科1学級を増設。
- 1990年 - 機械科を電子機械科に改編。
- 1993年 - 電気科の1学級を情報技術科に学科転換。
- 1995年 - 土木科を土木・建築の2コース選択制の建設科に改編。
- 2004年 - 文部科学省の「日本版デュアルシステム」推進事業の研究指定校(3年間)。

## 校風その他
女子の制服は深緑色。式があるときは緑色のネクタイをつける。工業高校らしく、ネクタイの模様は斜線である。
学食はなく、相沢弁当、パン屋さんが売りに来る。
学校は8:25から始まり、休み時間は10分である。体育のときはジャージに、実習のときは作業服に着替えなければならない。
工業専門の教師は配属が長く、10年間配属されることもある。また、校則は割と厳しくなく、教師と生徒の仲が比較的良好である。

## 取得可能な資格について

### 電子機械科
- ボイラー技士、危険物取扱者、機械加工技能士（普通旋盤作業3級）、第二種電気工事士、基本情報技術者、ガス溶接作業者、アーク溶接作業者、小型車両系建設機械運転者、フォークリフト運転者、計算技術検定、情報技術検定

### 電気科
- 第三種電気主任技術者（卒業後実務経験で取得可）、第二種電気工事士（卒業後筆記試験免除）、工事担任者AI第3種およびDD第3種（卒業後一部試験免除）、危険物取扱者、ITパスポート

### 情報技術科
- 基本情報技術者、ITパスポート、応用情報技術者、第二種電気工事士、情報技術検定、パーソナルコンピュータ利用技術検定、画像情報技能技術検定

### 建設科
- 在学中に取得が有利な資格
  - 測量士、測量士補、2級土木施工管理技術検定及建築施工管理技術検定（学科試験のみ、卒業見込者）、土地家屋調査士、フォークリフト運転者、小型車両系建設機械運転者、コンピュータサービス技能評価試験

- 卒業後に取得が有利な資格
  - 建築士、土木施工管理技士、建築施工管理技士、造園施工管理技士、管工事施工管理技士、建築設備士、消防設備士、宅地建物取引士

## 部活動
運動部
- 柔道部
- 剣道部
- 野球部
- 陸上競技部
- サッカー部
- ソフトテニス部
- 硬式テニス部
- 卓球部
- バレーボール部
- バスケットボール部
- バドミントン部
- 山岳部
- ダンス部

文化部
- 機械情報部
- 美術部
- 音楽部
- 書道部
- マイコン部
- ライセンス研究同好会

## 進路について
近年は工業系大学、各種専門学校への進学者も増え、就職と進学の割合は6対4程度である。とりわけ就職に関しては不況下においても高い就職率を維持し続けている。

## 著名な卒業生
- 飯島博明 - プロゴルファー
- 川口博史 - 音楽家
- 小沼健太 - プロ野球選手(読売ジャイアンツ 2020年 育成ドラフト2位)
- 杉山翔大 - 元プロ野球選手(中日ドラゴンズ 2012年 ドラフト4位)
- 長澤義明 - 自転車ビルダー
- 並木晃一 - 音楽家
- 宮内康幸[1] - 匝瑳市長

## 交通
- JR東日本総武本線の干潟駅より徒歩10分